# Торресільяс-де-ла-Тьєса
Торресільяс-де-ла-Тьєса (ісп. Torrecillas de la Tiesa) — муніципалітет в Іспанії, у складі автономної спільноти Естремадура, у провінції Касерес. Населення — 1189 осіб (2010).
Муніципалітет розташований на відстані близько 200 км на південний захід від Мадрида, 55 км на схід від Касереса.

## Демографія
Динаміка населення (INE ):